# Жёлтая (приток Ингульца)
Жёлтая (укр. Жовта) — река на Украине, левый приток Ингульца (бассейн Днепра).

## Характеристика
Протекает в пределах Днепропетровской и Кировоградской областях Украины. Левый приток Ингульца. Длина реки — 58 км либо 61 км. Высота истока — 193 м над уровнем моря. Площадь водосборного бассейна — 490 км². Берёт своё начало на Приднепровской возвышенности. Протекает через территории сёл Жёлтое, Анновка, а также через восточные окрестности города Жёлтые Воды.

## История
В Российской империи река называлась Жёлтые Воды и находилась в Екатеринославской губернии и дала название поселению на ней. Перекопские татары реку называли Сарысу (жёлтая вода).
В районе Жёлтой реки в 1648 году произошла битва казацко-крестьянских войск в союзе с перекопскими татарами (конница) под командованием Богдана Хмельницкого против польско-шляхетских войск, известная как битва под Жёлтыми Водами.
Река названа по цвету, когда-то приобретаемому от вымывания залежей железной руды. Вдоль реки простирается узкой полосой с севера на юг часть Криворожского железорудного бассейна. Качество воды в Ингульце ниже впадения Жёлтой реки отвечает санитарным нормам НРБУ-97, и в последние годы сохраняется примерно на одном уровне (обычный стабильный сброс).